# Shōbara
Shōbara è una città giapponese della prefettura di Hiroshima.